# ヤムニア会議
ヤムニア会議（ヤムニアかいぎ）は、ユダヤ戦争終結後、紀元90年代にユダヤ教（主にファリサイ派）のラビたちによって行われ、マソラ本文（ユダヤ教のヘブライ語聖書）の定義と分類を決定した宗教会議。ヤムニアはヤブネのギリシア語名で現在のイスラエル南西部にあたる。

## 概説
第一次ユダヤ戦争によって、エルサレムは破壊され、壮麗なエルサレム神殿は焼け落ちた。このことはユダヤ教の歴史において大きなターニングポイントとなる。これにより、ユダヤ教の神殿祭儀とユダヤ王朝に価値を置くサドカイ派は存在意義を失い、一方シナゴーグの活動を中心とするファリサイ派が民族的アイデンティティを担うことになる。
エルサレムの陥落から逃れたユダヤ教の（主にファリサイ派の）指導者たちは、ローマ帝国当局の許可を得て、エルサレム西部の町ヤブネ（ヤムニア）にユダヤ教の研究学校を設け、ユダヤ暦を計算し、トーラーの研究を続けることでユダヤ教の伝統と先祖からの文化的遺産を絶やすまいとしていた。
ヤムニア会議とはいわゆる現代的な意味での会議ではない。それは、このユダヤ教学校によった学者たちが長い時間をかけて議論し、聖書（ヘブライ語聖書）の正典（マソラ本文）を定義していったプロセスを指している。この時代、すでにキリスト者はユダヤ教の一分派という枠を超えて、地中海世界へ飛躍しようとしていた。しかし、この会議によってキリスト者はシナゴーグからの追放が決定的となった。当時のキリスト教徒たちが主要なテキストにしていた七十人訳聖書についても議論され、その中のある文書はヘブライ語にルーツを持つものでないため、正統なものではないという結論に至った。こうしてヘブライ語聖書の正典が確認された。旧約聖書の外典という時、この会議で除外された文書群をさす。この会議はキリスト教とユダヤ教を完全に分けることになった会議であるともいえよう。
ヤムニアにおける静かな研究の日々は長く続かなかった。バル・コクバによって率いられた第2次ユダヤ戦争の結果、ローマ当局の目がさらに厳しくなり、彼らはヤムニアの地を追われてガリラヤに移ることになった。
コヘレトの言葉（伝道者の書）と雅歌の正典性についての議論が続いたことから、200年まで正典化されなかったという説もあるが、ヘンリー・シーセンは、どの時代にもある正典の正典性について疑う者が存在することを指摘している。

### ヤムニア会議によって除外されたヘブライ語聖書外典一覧
- 第三エズラ書
- 第四エズラ書
- トビト記
- ユディト記
- エステル記補遺
- ソロモンの知恵
- シラ書（集会の書、ベン・シラの知恵）
- バルク書
- エレミヤの手紙
- ダニエル書補遺
  - スザンナ
  - ベルと竜
  - アザルヤの祈りと三人の若者の賛歌
- マナセの祈り
- マカバイ記1
- マカバイ記2
- マカバイ記3
- マカバイ記4
- 詩篇151
- ヨブ記補遺

※キリスト教の旧約外典については、エキュメニズムの新共同訳聖書において「旧約聖書続編」にまとめられている。プロテスタントでは外典として除外している。